# 皮肤骨瘤
皮肤骨瘤（osteoma cutis, POH, 皮肤骨肿）是一种皮肤病，是一种良性疾病，在皮肤的网状层形成结节，其中成骨的骨细胞位于中心，破骨细胞位于周边部。 分类为原发性的和续发性的，续发性更常见。原发性皮肤骨瘤的特征是皮肤中存在骨骼而不具有任何其他现有病变 :529。 继发性皮肤骨瘤在许多情况下与炎症、感染和肿瘤等有关。 

## 症状与病征
皮肤病变的大小和数量表示多样性。有人会无症状而出现一个病变，另一人会出现许多病变。病变的大小范围为 0.1 至 5.0 厘米程度。 

## 病态
虽皮肤骨瘤发生的机制未清楚，但最有可能的假设是成纤维细胞的化生。随着控制骨形成的基因被变化，成纤维细胞会被化生为成骨细胞。 